# St. Michael (Lewin Kłodzki)

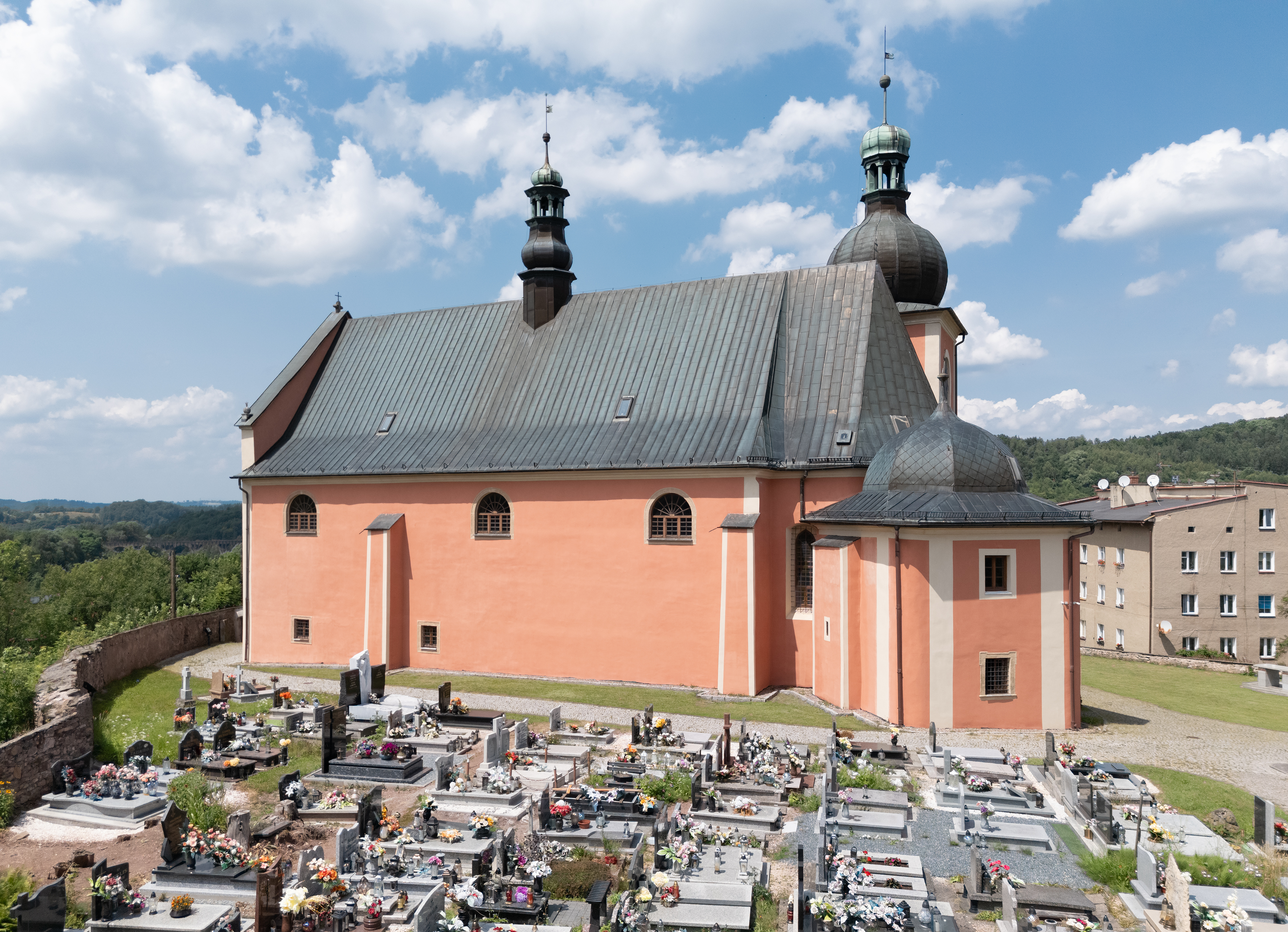
Pfarrkirche St. Michael

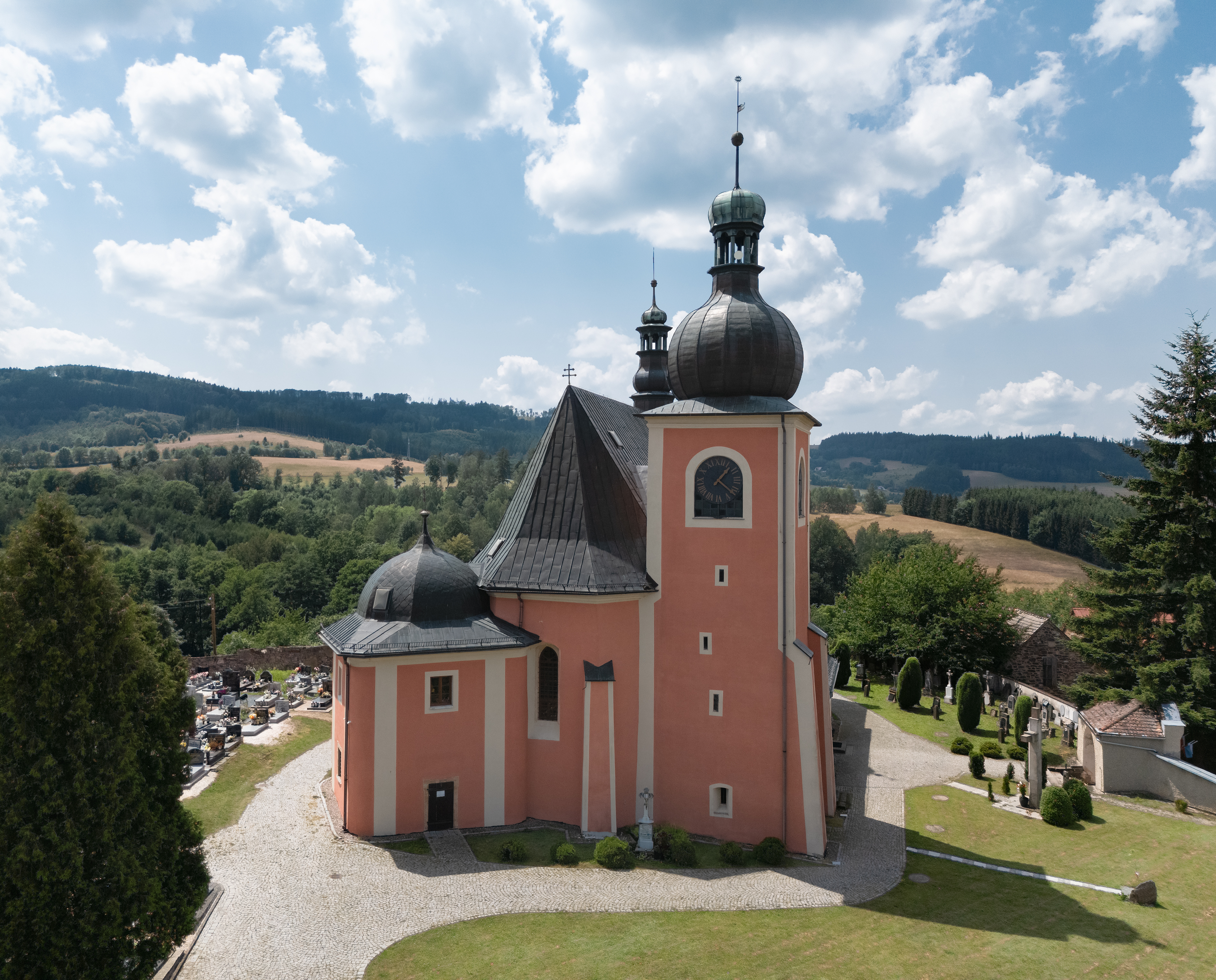

Die Kirche des hl. Erzengels Michael (polnisch Kościół św. Michała Archanioła) in Lewin Kłodzki (deutsch: Lewin) im Powiat Kłodzki (Glatz) der Woiwodschaft Niederschlesien in Polen ist eine römisch-katholische Pfarrkirche. Sie ist zugleich Hauptkirche der gleichnamigen Pfarrei, die gegenwärtig dem Dekanat Kudowa-Zdrój (Bad Kudowa) eingegliedert ist.
Bis 1972 gehörte Lewin zusammen mit dem Gebiet der vormaligen Grafschaft Glatz zum Erzbistum Prag und danach bis 2004 zum Erzbistum Breslau. Seither ist das neu gebildete Bistum Świdnica (Schweidnitz) zuständig.

## Geschichte
Erstmals urkundlich erwähnt wurde die Kirche von „Lewyn“, das von Anfang an zur böhmischen Herrschaft Nachod gehörte, im Jahr 1354. Damals führte der Lewiner Pfarrer einen neuen Seelsorger im benachbarten Gießhübel ein. 1367 ist der Mitbesitzer der Herrschaft Nachod, Ješek/Jan von Dubá, als Patron der Lewiner Pfarrkirche belegt. 1384 war die Pfarrkirche dem Dekanat Dobruška im Erzdiakonat Königgrätz eingegliedert. Als das Kirchspiel Lewin 1477 in die Herrschaft Hummel eingegliedert wurde, gelangte der ganze „Distrikt Hummel“ an die Grafschaft Glatz. 1558 wurde die Lewiner Pfarrkirche dem Dekanat Glatz zugewiesen.
Während der Reformation war die Kirche in der zweiten Hälfte des 16. Jahrhunderts bis 1602 mit lutherischen Predigern besetzt. Bei einer Zählung im Jahre 1617 befanden sich im gesamten Kirchspiel Lewin nur 30 katholische Gläubige. Nach Ausbruch des Böhmischen Ständeaufstands 1618 wurde die Lewiner Pfarrkirche wieder von den Lutheranern in Besitz genommen. 1624 mussten die Kirchen des Glatzer Landes auf Anordnung des böhmischen Landesherrn Ferdinand II. wieder den Katholiken übergeben werden und die Gläubigen zur „Religion ihrer Väter“ zurückkehren. Zugleich behielt sich Ferdinand II. das Patronatsrecht vor.
Danach amtierte ab 1624 als erster katholischer Pfarrer in Lewin der aus Altwilmsdorf gebürtige Simon Peter Hanke († 1653). Er legte die ersten Heirats-, Tauf- und Verstorbenenverzeichnisse an. Mangels katholischer Geistlicher musste er auch die benachbarte St.-Laurentius-Kirche im böhmischen Náchod seelsorgerisch betreuen, obwohl er keine ausreichenden tschechischen Sprachkenntnisse hatte. 1633 starben im Kirchsprengel 200 Menschen an der Pest. Bei feindlichen Einfällen im Dreißigjährigen Krieg flohen die Bewohner Lewins in die umliegenden Wälder. Am 2. Juli 1758 firmte der Prager Generalvikar Johann Andreas Kayser von Kaysern auf dem Lewiner Kirchhof 3327 Gläubige. Hierfür musste er vorher die Erlaubnis des preußischen Königs Friedrich II. einholen, da die Grafschaft Glatz bereits 1742 an Preußen gefallen war. 1662 wurde die Bruderschaft des hl. Antonius von Padua gegründet.
Ende des 18. Jahrhunderts gehörten neben dem Städtchen Lewin folgende Ortschaften zum Kirchspiel Lewin: Blasewey, Dörnikau, Gellenau, Groß- und Kleingeorgsdorf, Hallatsch, Jauernig, Järker, Kaltwasser, Krzischnay, Kuttel, Löschney, Nerbotin, Tanz, Tassau und Sackisch mit der Filialkirche St. Katharina. Im Jahr 1792 wurden im gesamten Kirchspiel Lewin 3448 Menschen gezählt.

## Kirche und Ausstattung

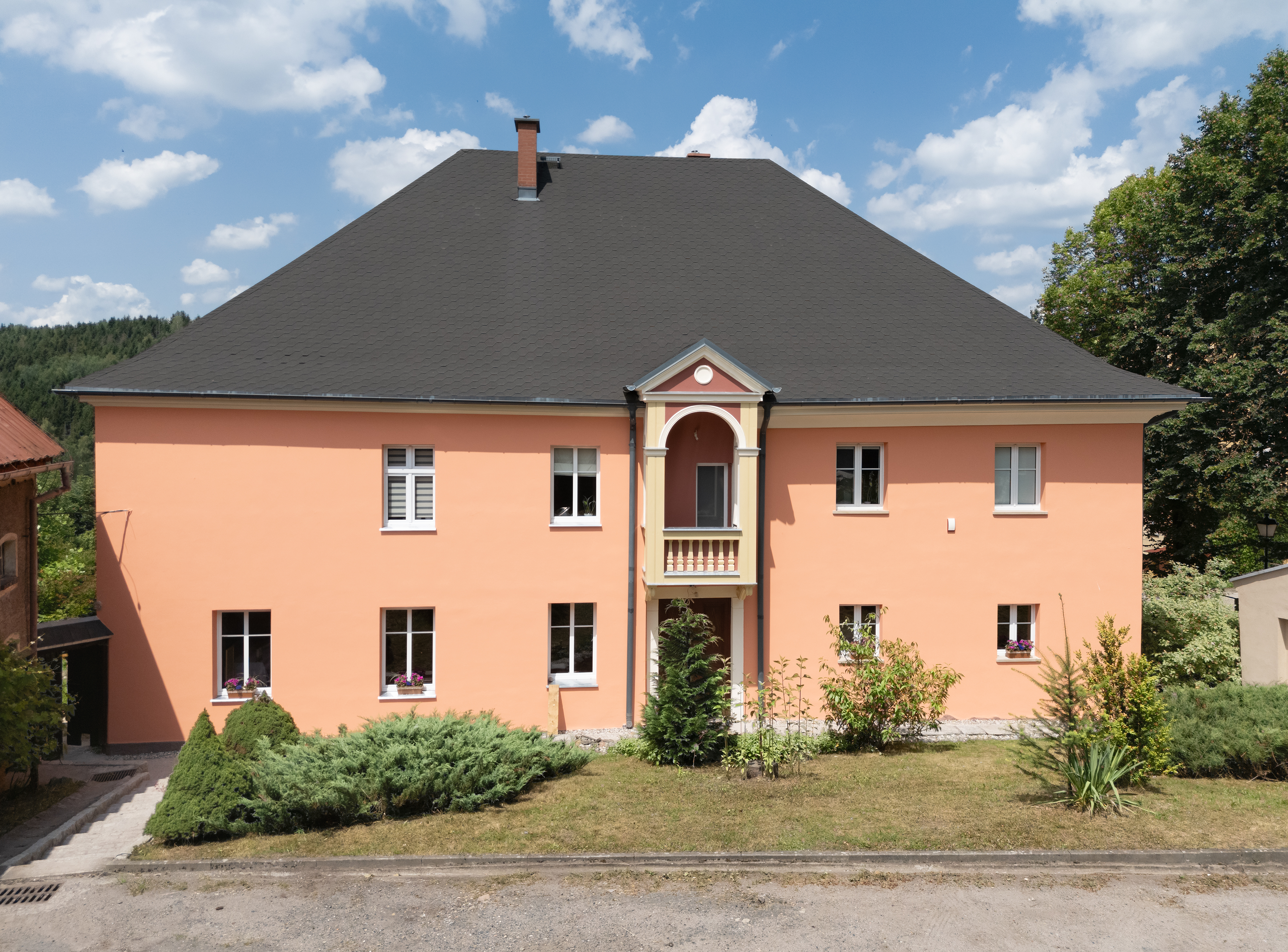
Pfarrhaus

Die Kirche liegt an der höchsten Stelle, im Süden Lewins. 1574–1576 wurde am Platz eines hölzernen Vorgängerbaus durch den Baumeister Melchior Neumann ein Gotteshaus im Renaissancestil errichtet. 1698 wurde es im Stil des Barock umgebaut und erweitert, wobei die Chor- und Langhauswände eine figurale Ausmalung durch den Reinerzer Maler Fickert erhielten. 1736 wurde der Hauptaltar erneuert. Das Altargemälde mit der Muttergottes schuf Ende des 19. Jahrhunderts der Glatzer Historienmaler Hieronymus Richter. Die Seitenaltäre („Jesuskind“ und „St. Antonius von Padua“) stammen von Bildhauer Heinrich Hartmann und Maler Roose, beide aus Wartha. Die Kanzel mit den vier Evangelisten auf der Brüstung und dem Apostel Paulus auf dem Schalldeckel wurde 1691 geschaffen, der Orgelprospekt 1735. Die Orgel lieferte die 1885 die Schweidnitzer Firma Schlag & Söhne. 1734 stiftete der aus Lewin gebürtige Prager Generalvikar Johann Wenzel Martini, der damals zusammen mit dem Prager Weihbischof Johann Rudolf von Sporck (Jan Rudolf Špork) eine Visitationsreise durch die Grafschaft Glatz unternahm, ein Ewiges Licht am Tabernakel.
Nach der politischen Wende 1989 wurde die Kirche ab 2007 umfangreich renoviert und verschönert.